# Хорни Калњик
Хорни Калњик (слч. Horný Kalník) насељено је мјесто са административним статусом сеоске општине (слч. obec) у округу Мартин, у Жилинском крају, Словачка Република.

## Становништво
| Година:    | 1994. | 2004. | 2014.    | 2024.    |
| ---------- | ----- | ----- | -------- | -------- |
| Број људи: | 120   | 156   | 176      | 197      |
| Разлика:   |       | +30 % | +12,82 % | +11,93 % |

| Година:    | 2023. | 2024.   |
| ---------- | ----- | ------- |
| Број људи: | 190   | 197     |
| Разлика:   |       | +3,68 % |

Према подацима о броју становника из 2011. године насеље је имало 160 становника.